# 莱吉永
莱吉永（法語：L'Aiguillon，法語發音：[lɛɡɥijɔ̃]）是法国阿列日省的一个市镇，位于该省东部，属于富瓦区。

## 地理
莱吉永（42°55'2"N, 1°54'4"E）面积6.37 平方千米，位于法国奧克西塔尼大區阿列日省，该省份为法国西南部内陆省份，西部和北部与上加龙省接壤，东临奥德省，东南至东比利牛斯省接壤，南与安道尔和西班牙接壤。
与莱吉永接壤的市镇（或旧市镇、城区）包括：贝莱斯塔、富加和巴里讷夫、莱斯帕鲁、圣让代格维沃、德勒耶。

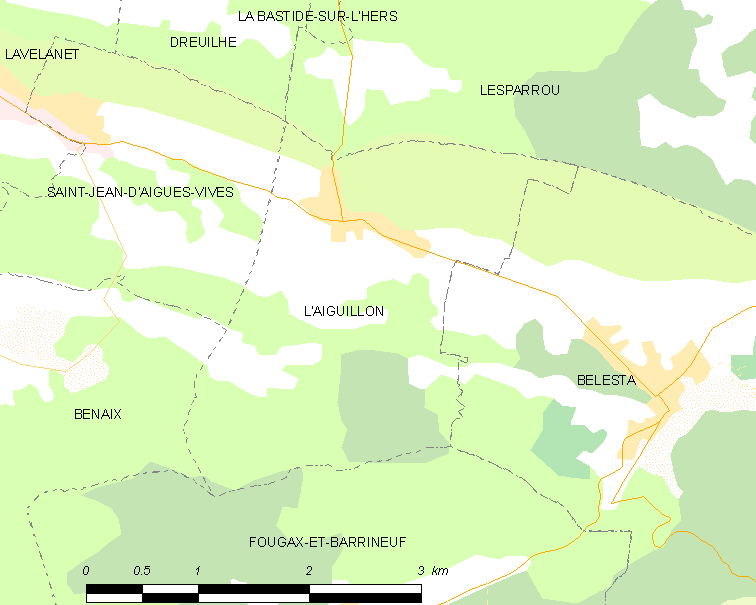
莱吉永的OSM定位图

莱吉永的时区为UTC+01:00、UTC+02:00（夏令时）。

## 行政
莱吉永的邮政编码为09300，INSEE市镇编码为09003。

## 政治
莱吉永所属的省级选区为奥尔姆地区县。

## 人口

1962-2008年间莱吉永人口变化图示

莱吉永于2022年1月1日时的人口数量为375人。